# セネガルの鉄道
セネガルの鉄道では、セネガルにおける鉄道について記す。

## 事業者
- ダカール・ニジェール鉄道

## 隣接国との鉄道接続状況
- モーリタニア - 接続なし
- マリ共和国 - 接続 - 同じ狭軌を採用1,000 mm
- ギニア - 接続なし
- ギニアビサウ - 接続なし
- ガンビア - 接続なし